# Bulbophyllum cimicinum
Bulbophyllum cimicinum là một loài phong lan thuộc chi Bulbophyllum.